# International Reading Association
Die International Reading Association (IRA) (dt. Internationale Lese-Gesellschaft) ist eine internationale gemeinnützige Organisation, die 1956 geschaffen wurde, um das Lesenlernen zu verbessern, einen Dialog über die Lese-Forschung zu ermöglichen und Menschen zum Lesen zu ermutigen. Es ist ein globales Netzwerk von Personen und Institutionen, die sich weltweit der Alphabetisierung verschrieben haben.

## Organisation
Die Organisation mit Sitz in Newark, Delaware, USA, hat über 60.000 Mitglieder weltweit. Ihr Präsident ist Carrice Cummins von der Louisiana Tech University und ihr Direktor ist Marcie Craig Post.

## IRA-Ziele
Die IRA will durch die Bereitstellung von Ressourcen, Lobbyarbeit, Freiwilligenarbeit und berufliche Förderung folgende Ziele erreichen:
- Verbesserung der Qualität des Leseunterrichts
- Verbreitung von Forschungsergebnissen und Informationen zum Lesen
- Förderung der lebenslangen Lesemotivation

## Deutsche Gesellschaft für Lesen und Schreiben
Die Deutsche Gesellschaft für Lesen und Schreiben (DGLS) ist eine Sektion der International Reading Association (IRA) mit weltweit fast 100.000 Mitgliedern.
Mit mehr als 500 Mitgliedern setzt sich die DGLS seit 1968 für die Förderung der Schrift- und Sprachkultur und für den Erwerb der Schriftsprache, insbesondere unter erschwerten Bedingungen, ein.
Lehrer, Didaktiker, Literatur- und Sprachwissenschaftler und Psychologen regen Forschungsvorhaben auf dem Gebiet des Lesens und Schreibens an, fördern internationale Kontakte und organisieren Tagungen zu Schwerpunktthemen. Auch schulpolitische Fragen werden diskutiert.